# Hélène (mère de Constantin Ier)
Pour les articles homonymes, voir Sainte Hélène.
Hélène est une impératrice romaine, concubine ou épouse de Constance Chlore et mère de Constantin Ier. Née vers 248/250 à Depranum et morte probablement le 18 août 330 à Nicomédie, elle est considérée comme sainte par l'Église catholique et l'Église orthodoxe.

## Biographie
Sa biographie doit être lue avec précaution, car les auteurs d'apologétique chrétienne et son fils Constantin Ier ont certainement voulu, dans un programme de propagande chrétienne et impériale, donner d'elle, ou exagérer, l'image d'une femme pieuse et charitable. La littérature la concernant relève donc plus du panégyrique impérial et de l'hagiographie que de la réalité de son caractère et de sa vie.

### Premières années
Selon une tradition rapportée par l'historien Procope (VIe siècle), elle serait née à Drépanum dans la province de Bithynie en Asie Mineure, bourg dont le nom est modifié après sa mort par son fils Constantin Ier  en Hélénopolis. D'après l'évêque et historien Eusèbe de Césarée, elle aurait eu environ 80 ans à son retour de Palestine, vers l'année 327, et serait donc probablement née entre 248 et 250. D'origine très modeste d'après Ambroise de Milan, elle est stabularia, ce qui peut se traduire par « servante d'auberge », mais peut aussi s'interpréter comme une prostituée qui recrutait ses clients dans les étables (stabula) près des auberges.
On ne sait avec certitude où elle rencontre Constance Chlore. C'est peut-être en Asie Mineure, lorsque Constance, officier de l'empereur Aurélien, participe à la campagne contre la reine Zénobie (271-273). Certaines sources la mentionnent comme son épouse, d'autres comme sa concubine, un statut plus probable étant donné leur différence de condition sociale. Avoir une mère honorablement mariée à Constance Chlore entre dans le cadre de la reconstruction propagandiste de Constantin après son accession à l'empire, légitimant dans le même temps son propre pouvoir pour qu'il ne puisse être contesté par ses demi-frères.
Elle donne naissance à Constantin vers 272 à Naissus, en Mésie (l'actuelle Niš, cité militaire de Serbie). À l'époque de l'établissement de la Tétrarchie, en 293, Constance Chlore, devenu César, a probablement déjà épousé Théodora, fille de l'Auguste Maximien. Hélène ne se marie – ou ne se remarie – pas, et vit alors dans l'ombre, cette période de sa vie étant inconnue.

### Mère de l'empereur Constantin

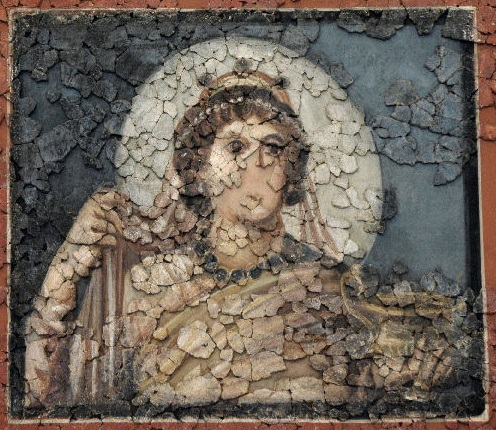
Fresque censée représenter Hélène, v. 310, musée de la cathédrale Saint-Pierre de Trèves.

Après l'avènement de Constantin Ier en 306, Hélène retrouve une vie publique. La tradition incertaine la fait séjourner à la cour impériale à Trèves (Constantin en fait sa capitale jusqu'en 316). Elle vit à partir de 312 principalement à Rome (dans le complexe résidentiel du Sessorium) où elle se convertit au christianisme et exerce un apostolat actif de la foi nouvelle. À l'automne 324, Constantin fait proclamer « Augusta » (impératrice) sa mère que Constance Chlore avait répudiée, ce qui montre son influence grandissante à la cour et au sein de la dynastie constantinienne. Elle est reconnue comme « femme du divin Constance »,.
L'historien Zosime fait apparaître l'influence d'Hélène lors des exécutions en 326 de son petit-fils Crispus et de sa belle-fille Fausta, sur ordre de Constantin :
« Son fils Crispus [ ] ayant été soupçonné d'avoir une liaison avec sa belle-mère Fausta, il le fit mourir sans aucun égard pour les lois naturelles. Comme Hélène, la mère de Constantin, s'indignait d'une telle violence et ne pouvait admettre le meurtre du jeune homme, Constantin, comme pour la consoler, porta remède à ce mal par un mal pire. Après avoir en effet ordonné de chauffer outre mesure un bain et y avoir placé Fausta, il ne l'en ressortit que morte. »

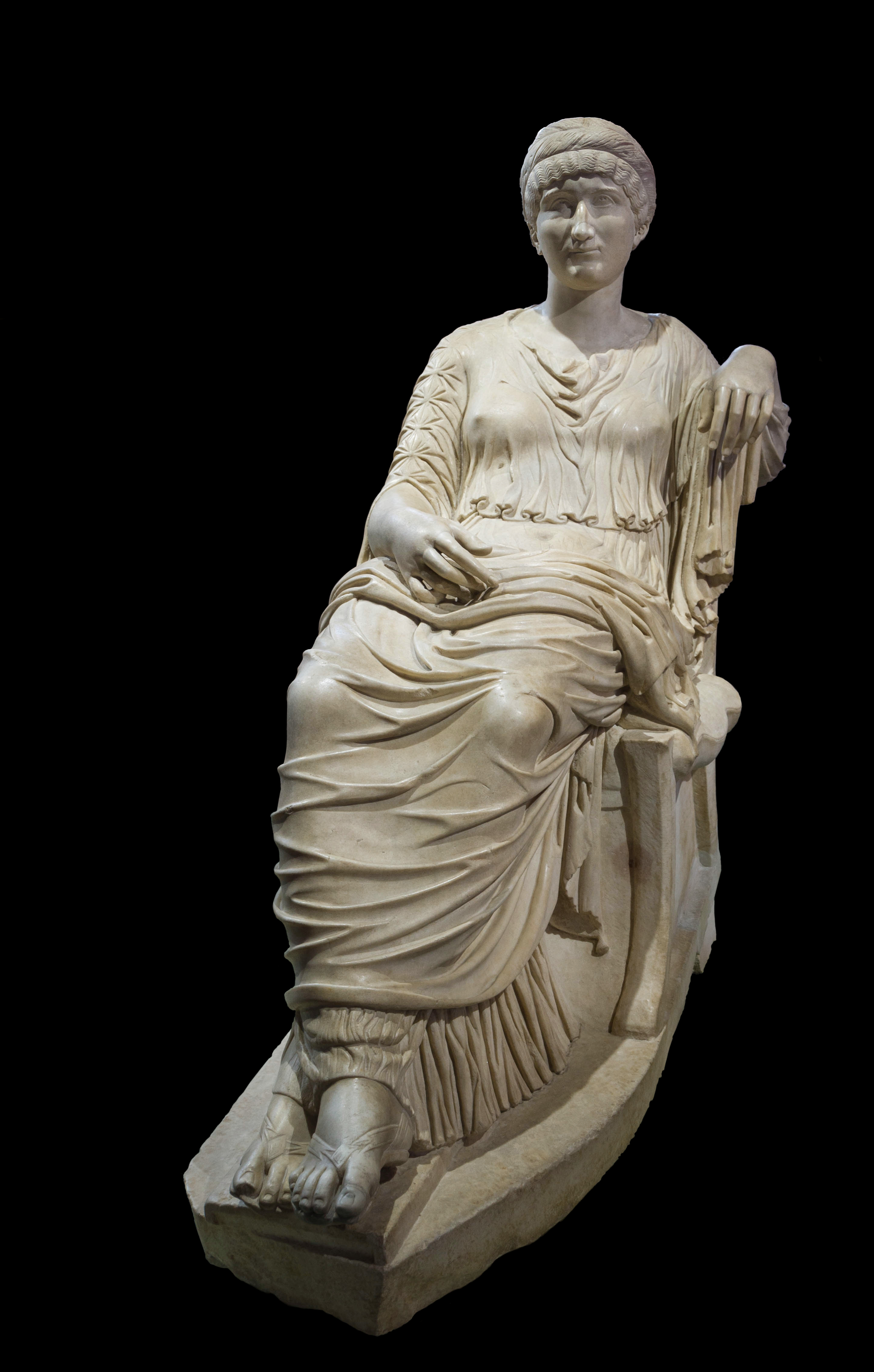
Statue de la fin du IIe siècle dont la tête a été transformée en portrait d'Hélène à l'époque constantinienne, musées du Capitole, Rome.

Hélène est connue dans la tradition pour avoir organisé la première restauration des lieux saints chrétiens de Jérusalem, mais c'est en réalité son fils, l'empereur Constantin, qui ordonne cette restauration. Elle se rend en Terre sainte vers 326-328, voyage qu'Eusèbe présente comme un pèlerinage, mais qui relève certainement plus de raisons politiques en sa qualité d'augusta, par exemple selon K. G. Holum pour expliquer la politique de christianisation de son fils. D'autres historiens notant que ce voyage suit de peu les exécutions de Crispus et de Fausta, interprètent ce voyage comme un pélérinage d'expiation pour les crimes de son fils, avis que ne partage pas Pierre Maraval. Hélène fonde l'église du Pater Noster et la basilique de la Nativité, et selon la tradition, découvre à Jérusalem les reliques de la Passion du Christ, donnant une impulsion importante aux pèlerinages en Terre sainte et à l'aménagement des lieux.
La découverte légendaire la plus importante d'Hélène est l'invention de la Vraie Croix. Elle se fait par l'entremise de rabbi Judas ben Siméon sur le site du Saint-Sépulcre, où l'empereur Hadrien a fait construire un temple à Vénus, qu'Hélène fit abattre. Judas ben Siméon, d'abord torturé puis converti au christianisme en Cyriaque, est le dernier Juif devenu évêque de Jérusalem.
Hélène meurt vers 330 en présence de son fils. Constantin fait transformer sa résidence, le palais de Sessorium, en une église, la basilique Sainte-Croix-de-Jérusalem.

## Postérité
Un ouvrage médiéval du XIe siècle ou du XIIe siècle, le Roman de Constantin et Hélène, est une traduction latine d'un original grec datant probablement du Xe siècle. Il reprend des personnages authentiques dans un récit légendaire.
Canonisée, elle est considérée comme sainte par les églises catholique et orthodoxe. Sa fête est fixée au 18 août pour les catholiques et au 21 mai pour les orthodoxes, qui fêtent le même jour Hélène et Constantin (« fête des très grands souverains Constantin et Hélène, égaux des apôtres »).
La ville d'Elne, ancienne Illiberis, tire son nom de l'impératrice Hélène. Constantin a en effet renommé au IIIe siècle la ville en Castrum Helenae, devenu Helna, puis Elna et enfin Elne en français.
À l'instar des empereurs chrétiens se déclarant « nouveau Constantin », plusieurs reines et impératrices (Pulchérie, Eudocie) sont présentées comme de « nouvelles Hélène ».

### Reliques
Selon la tradition légendaire, le corps de sainte Hélène est ramené à Rome et placé dans un sarcophage en porphyre rouge, dans un mausolée de Tor Pignattara, un quartier de Rome. En réalité, le commerce des reliques durant le haut Moyen Âge est si lucratif que les corps des grands saints sont démembrés et partagés pour un culte privé (reliques dans des oratoires, des petits reliquaires portatifs) ou public (reliques insignes dans des sanctuaires qui favorisent les pèlerinages). Les reliques d'Hélène et de Constantin ont subi le même sort, et rien ne permet d'affirmer que le mausolée d'Hélène en contient une.
Vers 840, un moine nommé Theutgise dérobe à Torpignattara les restes d'Hélène et les apporte à l’abbaye bénédictine d’Hautviller, dans le diocèse de Reims. Les reliques sont placées dans une châsse, derrière le maître-autel de l'église, et favorisent opportunément les pèlerinages, permettant probablement à l'abbaye de « sortir de difficultés financières, de réaffirmer le pouvoir d'un évêque ou de défendre le bien-fondé d'une réforme ».
En 868, l'archevêque de Reims charge le moine Hincmar de Reims (v. 830 - 889) de composer une vie d'Hélène (Vitae Helenae). Altmann (Altmannus) écrit également à son sujet un récit de translation et un recueil de miracles, manipulant les textes biographiques précédents pour élaborer une hagiographie. C'est lui qui compose un récit inventant l'authenticité des reliques et l'origine aristocratique de Trèves d'Hélène. L'abbaye honore depuis la sainte, principalement au jour anniversaire de sa mort, le 18 août, ainsi qu’aux fêtes de la Sainte Croix qui voient la célébration d'un office solennel suivi d’une procession.
À la Révolution, le dernier procureur de l’abbaye, dom Jean-Baptiste Grossard, sauve les reliques en les transmettant en novembre 1819 à l'ordre équestre du Saint-Sépulcre de Jérusalem. Les reliques sont translatées dans l'église Saint-Leu-Saint-Gilles par cet ordre. Sur la réclamation de son curé et de ses paroissiens, l'église d'Hautvillers peut récupérer, grâce à la compréhension du clergé de Saint-Leu, une partie des reliques de sainte Hélène, qu'elle accueille avec ferveur le 17 août 1827.
L'incertitude sur la tombe d'Hélène (Rome, Constantinople), différentes traditions sur les translations et le partage de ses reliques font que d'autres villes déclarent détenir les restes de la sainte : Trèves, Rome, Venise.
La chapelle du château de Genech aurait abrité la tête de sainte Hélène jusqu'à la Révolution ; des traditions concurrentes la font reposer dans la cathédrale de Trèves, ou dans la basilique Santa Maria in Aracoeli, cette dernière affirmant posséder les principales reliques de la sainte depuis 1140.

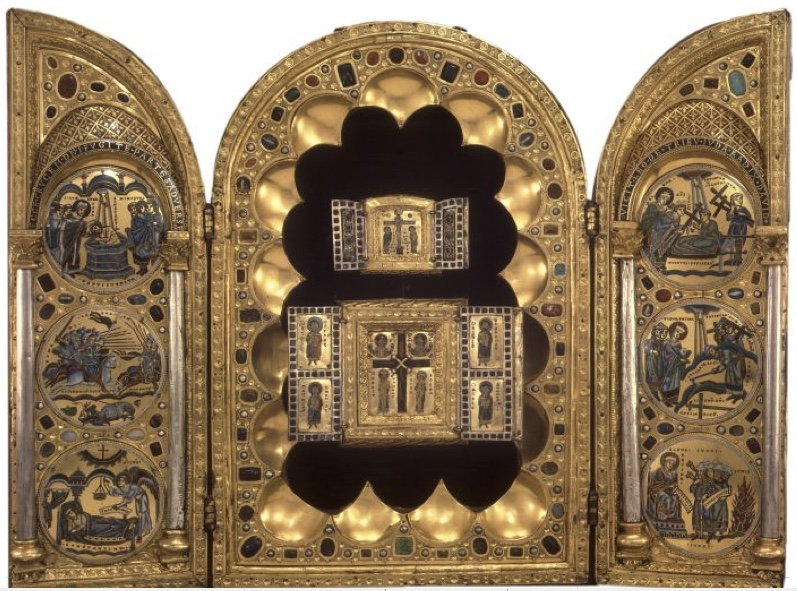
Hélène et les Juifs représentés dans le triptyque de Stavelot, bibliothèque Pierpont Morgan, art byzantin, Xe siècle.
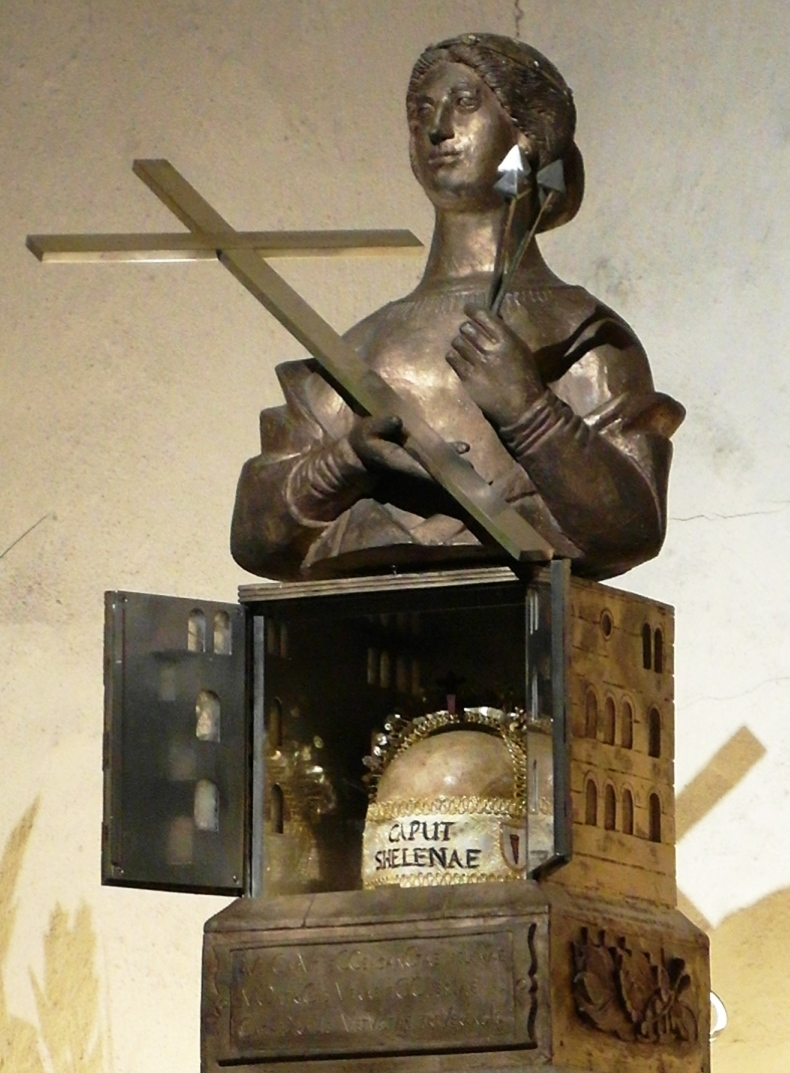
Reliquaire contenant le chef de sainte Hélène dans la crypte de la cathédrale de Trèves.
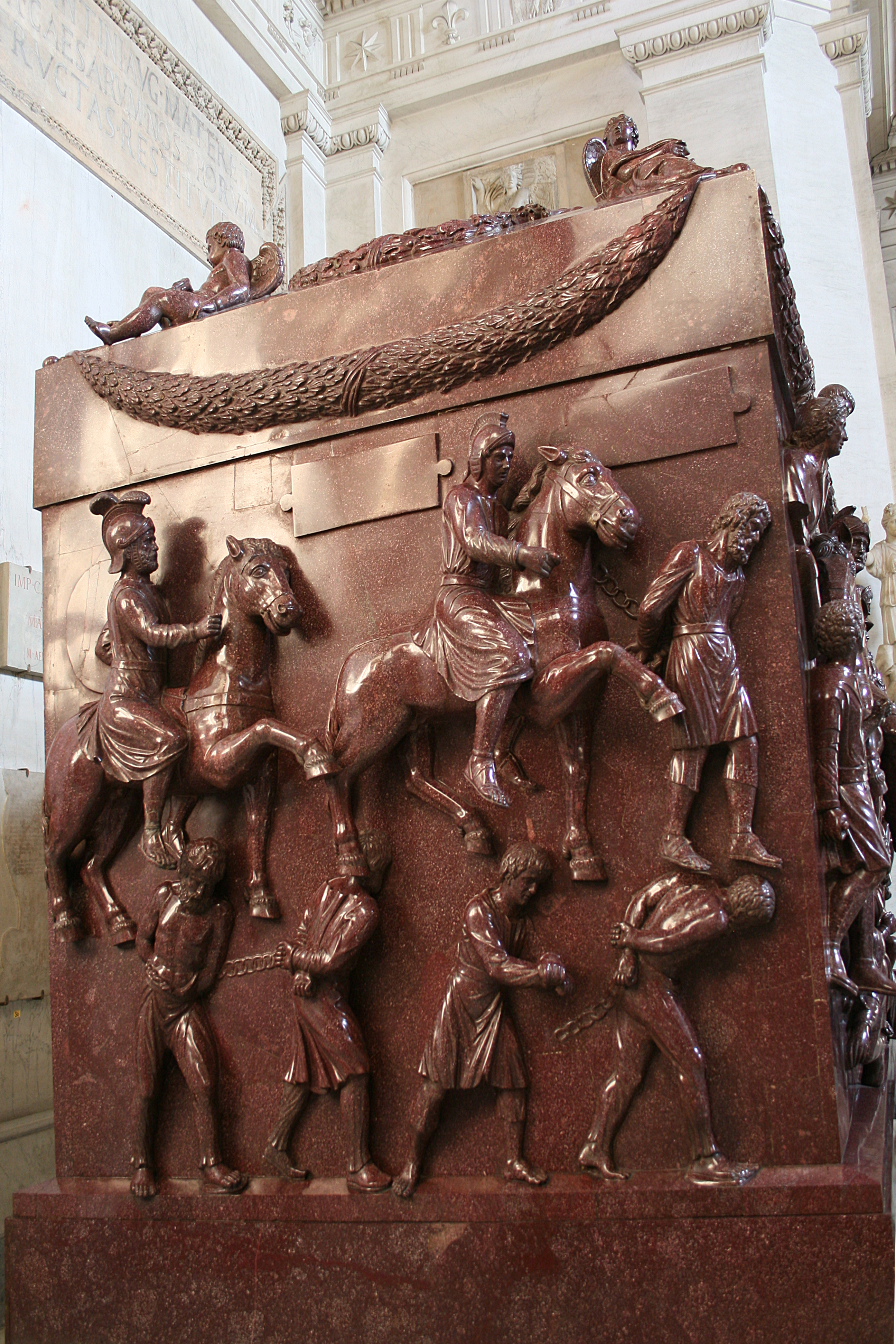
Sarcophage de sainte Hélène, musées du Vatican.
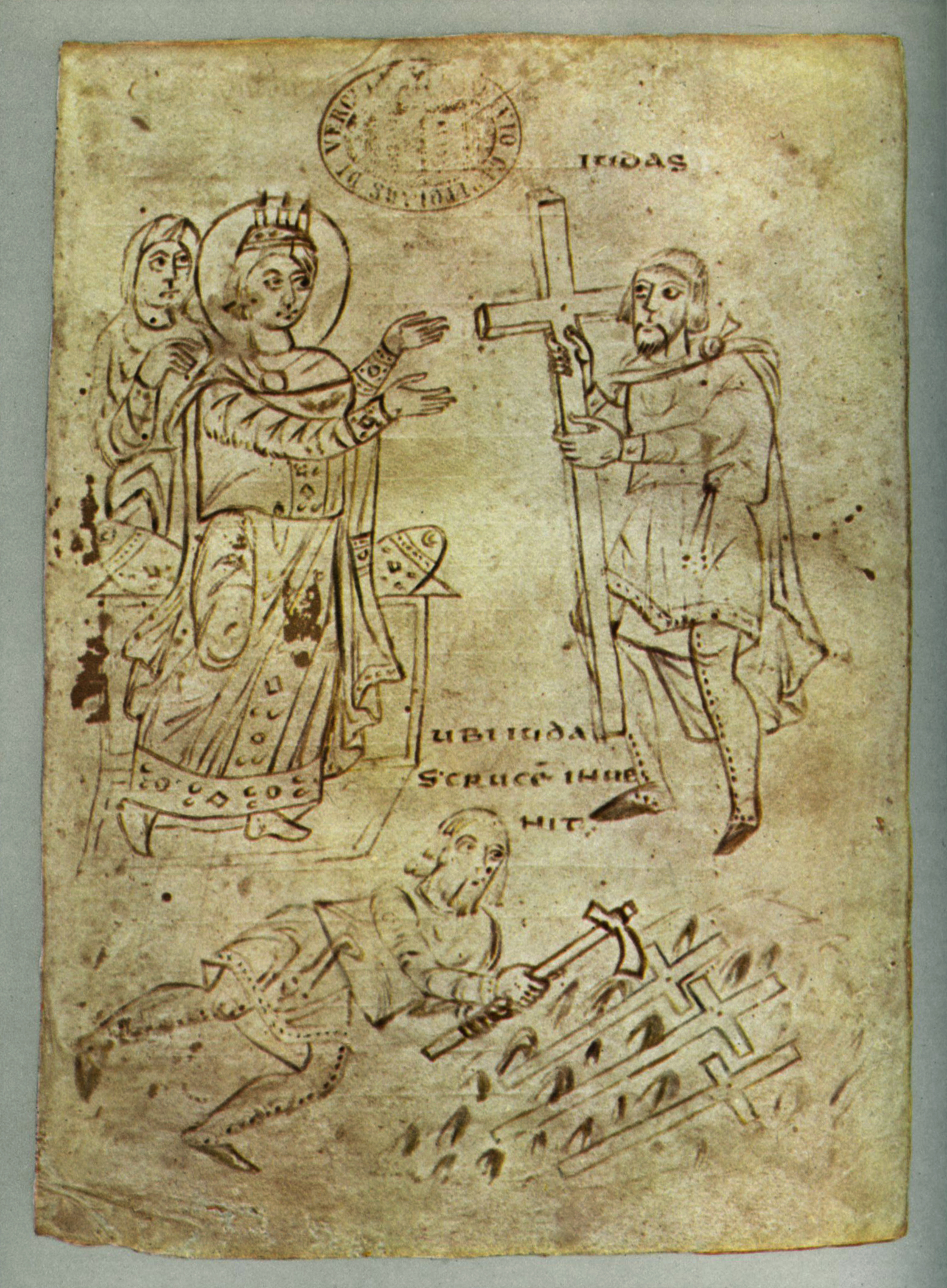
Judas ben Simeon présentant la Croix à l'impératrice Hélène, manuscrit, v. 825.
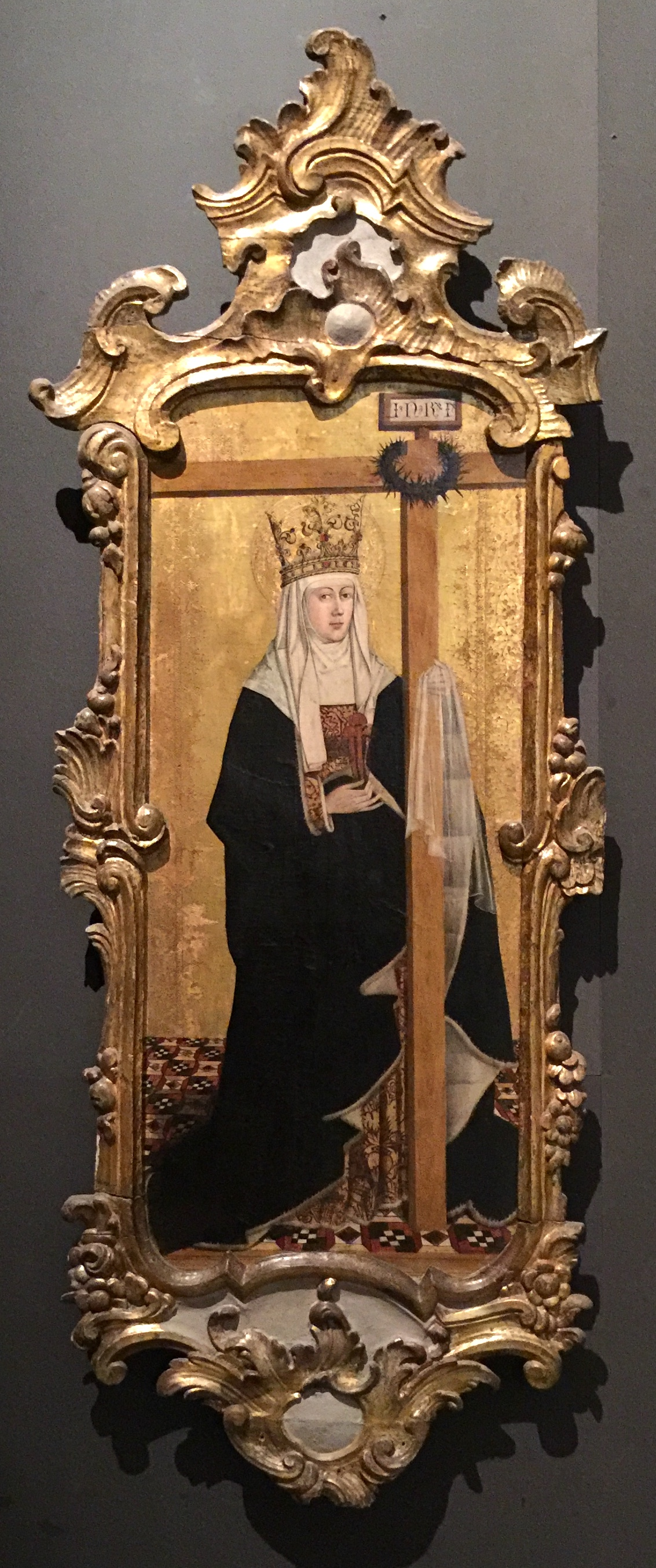
Jacomart et Joan Reixach. Seu de Xàtiva.

### Iconographie
Hélène est représentée âgée, en costume d'impératrice, tenant une croix ou les clous de la Crucifixion. Elle est parfois associée à son fils Constantin. On la représente aussi tenant dans sa main une maquette d'église.
- Retable XIe siècle - Chapelle Sainte-Hélène - Cathédrale Sainte-Marie-et-Saint-Julien-de-Cuenca.
- Peinture de Simon Marmion - XVe siècle, musée du Louvre, Paris,
- Cima da Conegliano : Sainte Hélène, (v. 1495), National Gallery of Art, Washington.
- Miguel Jimenez : Sainte Hélène et Héraclius rapportent la Vraie Croix à Jérusalem, (v.1485-1487), musée de Saragosse.
- Véronèse: La Vision de sainte Hélène, (v.1560-1565), National Gallery, Londres
- Sebastiano Ricci : Sainte Hélène trouve la vraie croix, 1733, Église Saint-Roch de Venise[30] et L'Exaltation de la vraie croix, 1733, National Gallery of Art, Washington[31]
- Giambattista Tiepolo : L'Exaltation de la croix et sainte Hélène, 1750-1755, Gallerie dell'Accademia de Venise[32]

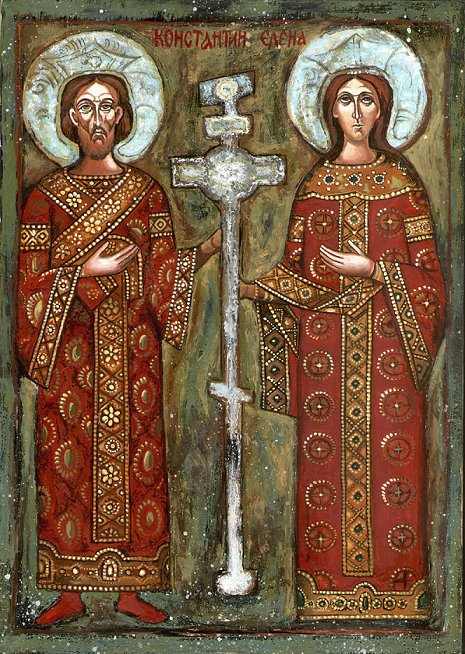
Constantin et Hélène, icône orthodoxe bulgare.
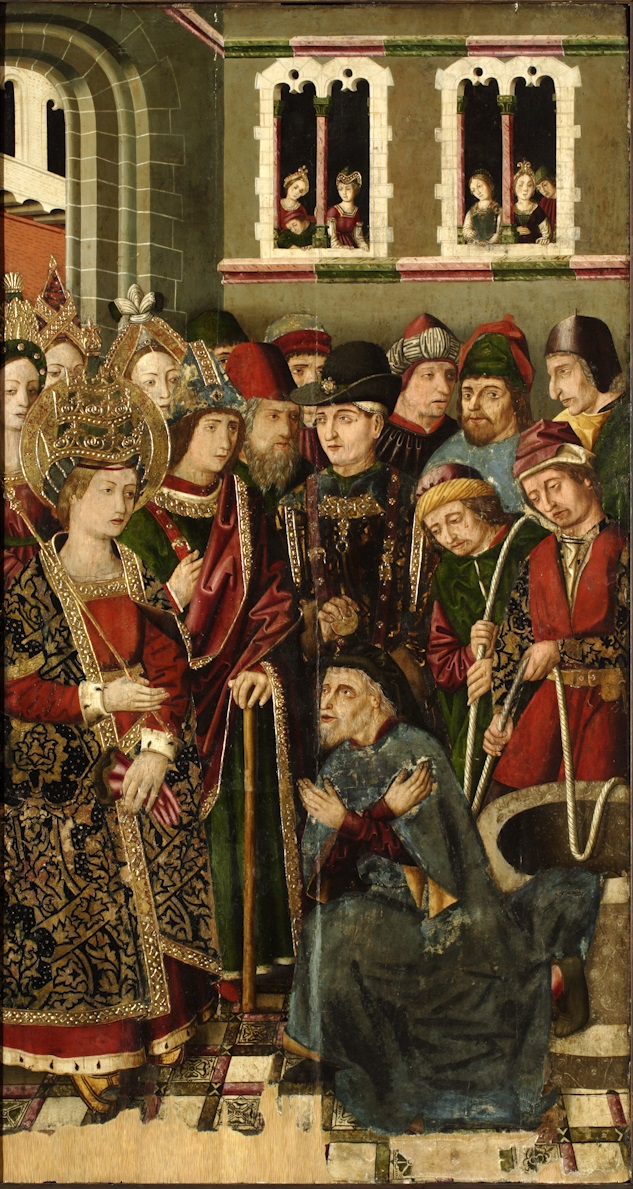
Sainte Hélène interrogeant Judas ben Simeon, Blesa, 1483-1487.
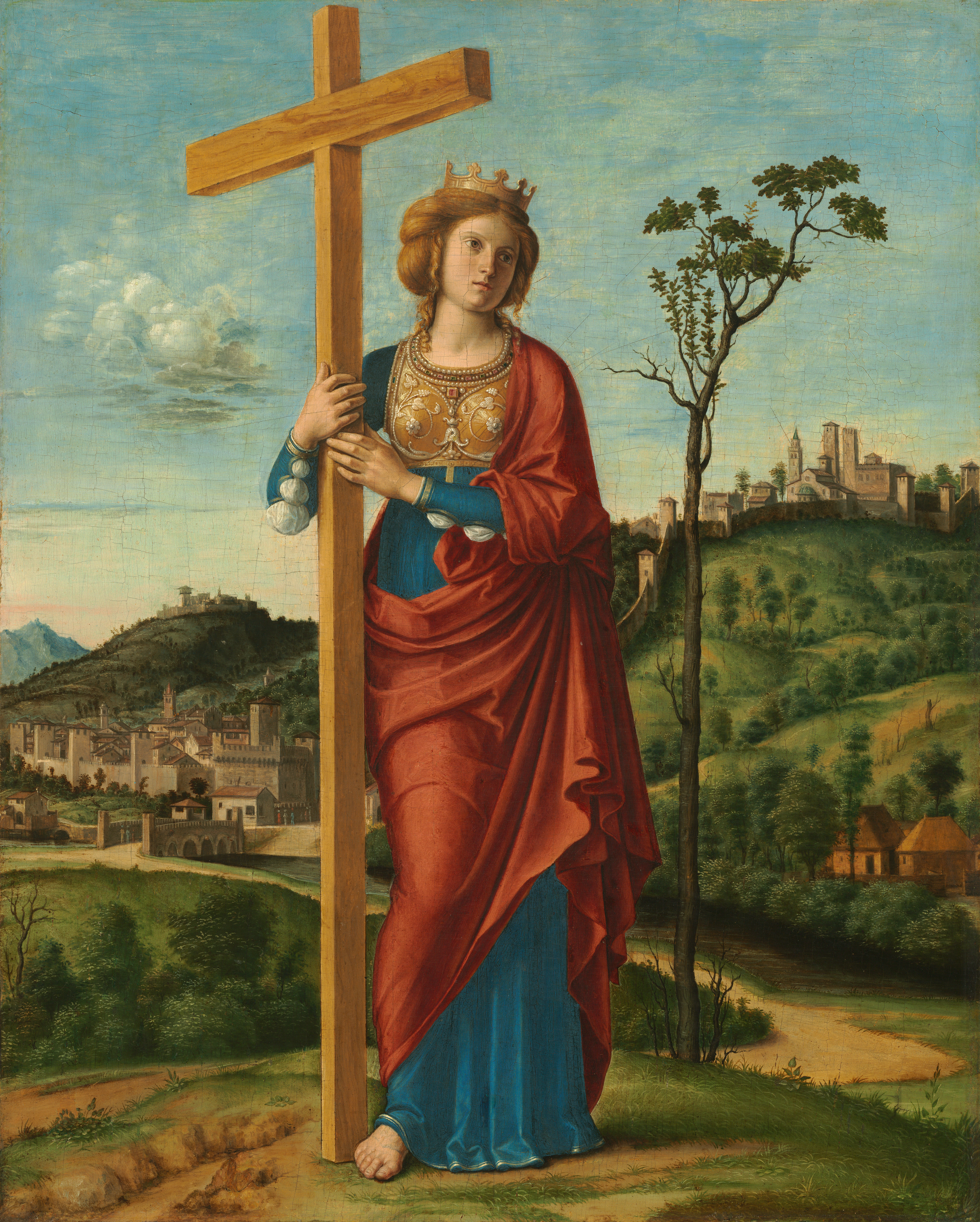
Sainte Hélène, par Cima da Conegliano, 1495.
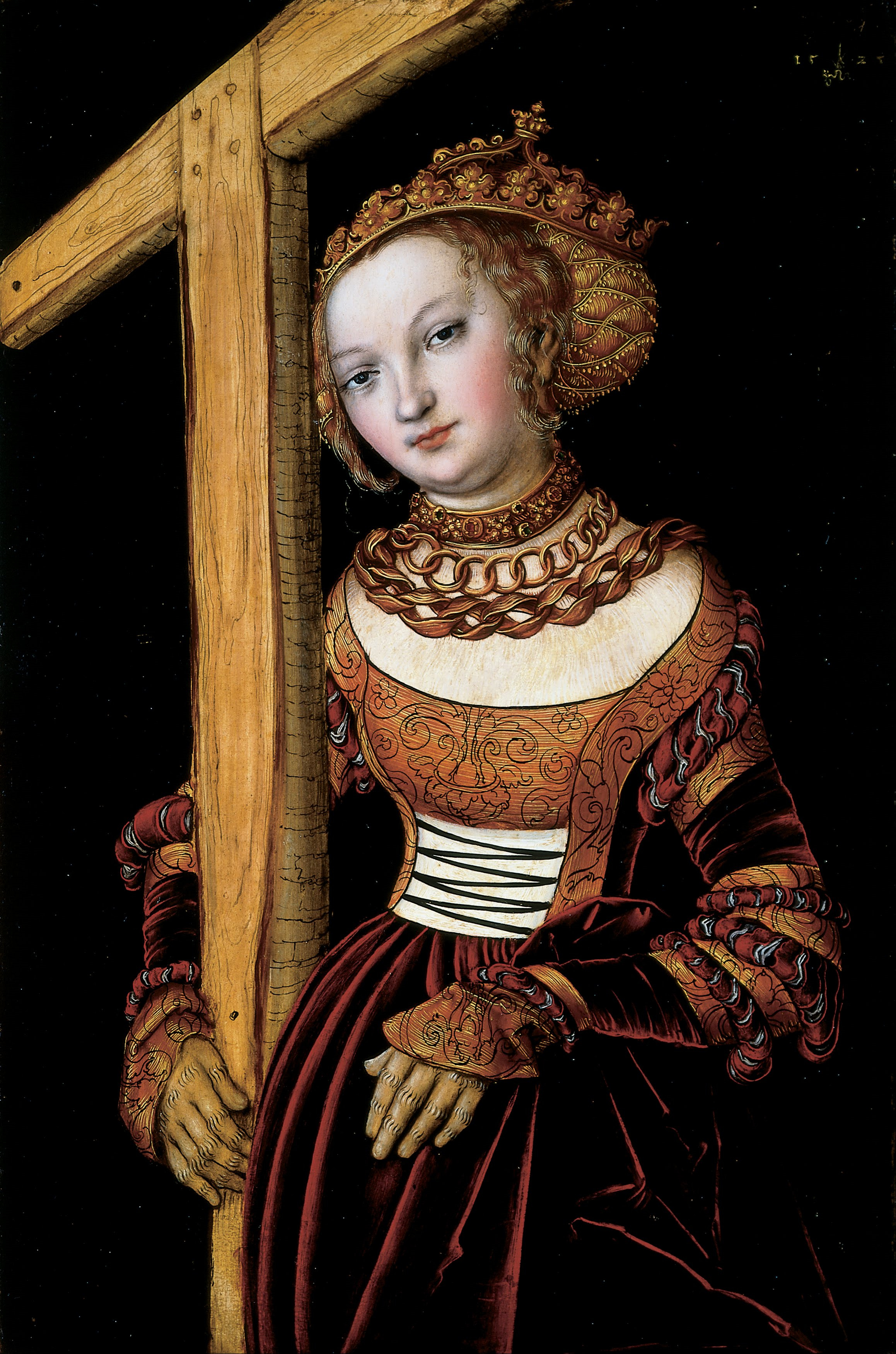
Sainte Hélène et la Croix, par Lucas Cranach l'Ancien, 1525.
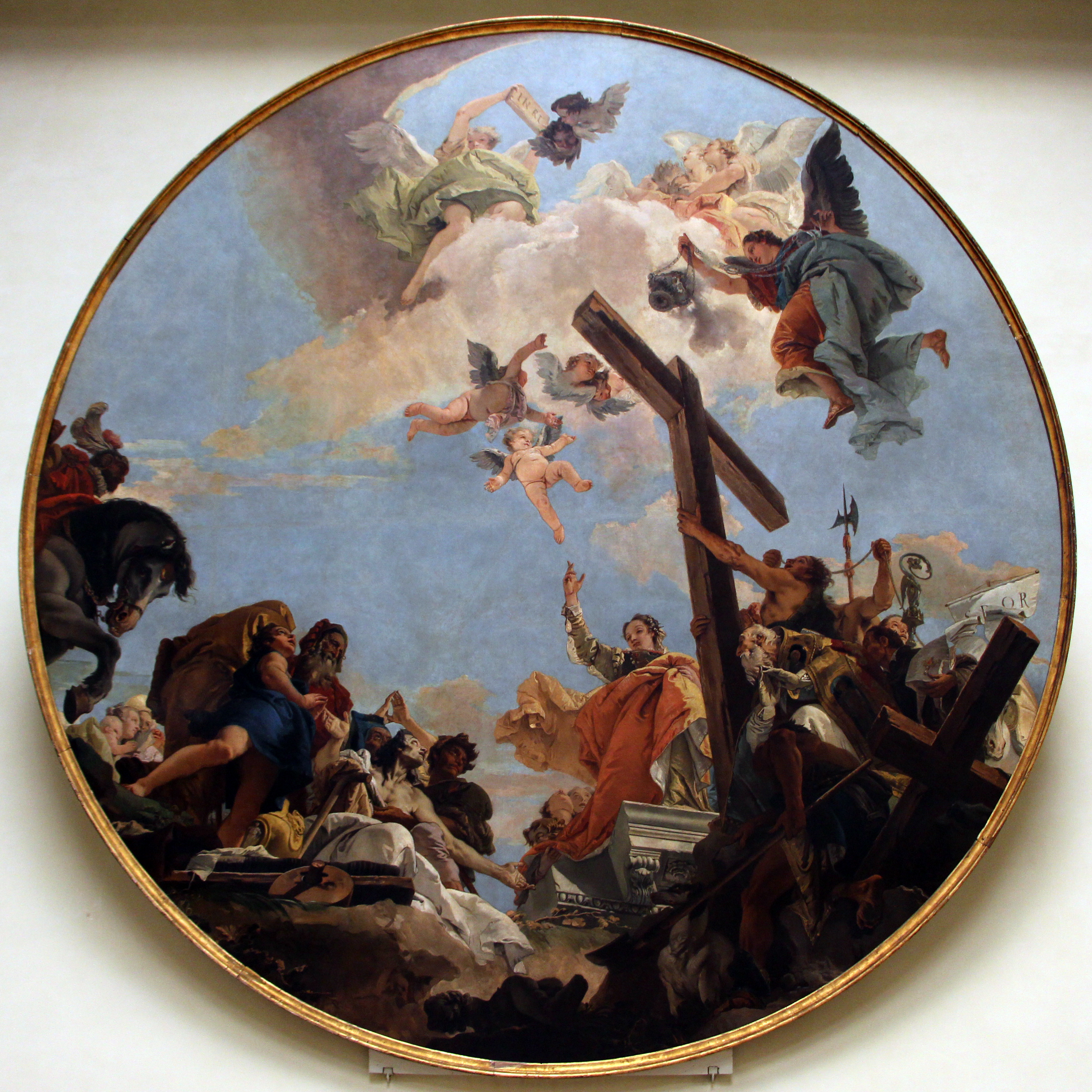
L'Exaltation de la croix et sainte Hélène Giambattista Tiepolo, 1750-1755 Galeries de l'Académie de Venise.
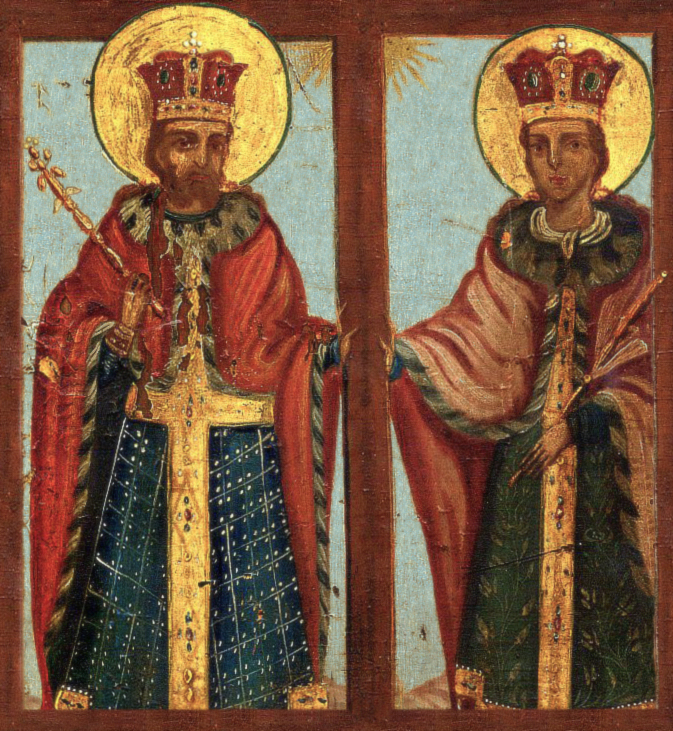
Icône de Constantin et d' Hélène, protectrice des archéologues et des historiens dans les pays orthodoxes.

### Sources et bibliographie
- J. Maurice, Sainte Hélène, 1930.
- H. H. Lauer, Kaiserin Helena, Leben und Legende, 1967.
- Jacques de Voragine, La Légende dorée, chapitre 64
- Edgarda Ferri, Imperatrix, Elena, Costantino e la Croce, Mondadori, 2010.
- A. M. Rouillon (Ord.Praem.), Sainte Hélène, Paris, 1908.
- J. W. Drijvers, Helena Augusta. The Mother of Constantine the Great and the Legend of her Finding of the True Cross, Leyde, Brill, 1991.
- Pierre Maraval, Constantin le Grand. Empereur romain, empereur chrétien (306-337), Paris, Tallandier, 2011, 400 p. (ISBN 978-2-84734-753-1, présentation en ligne)
- Hélène Yvert-Jalu, L'impératrice sainte Hélène : À la croisée de l'Orient et de l'Occident, Paris, éditions Pierre Téqui, 2013, 270 p. (ISBN 978-2-7403-1800-3)